# Connor (Nordirland)
Koordinaten: 54° 48′ 21″ N, 6° 12′ 35″ W
Connor (irisch Coinnire) ist eine Gemarkung (Townland) im County Antrim bzw. im District Mid and East Antrim. Kells and Connor bildet ein village (hier ein Doppeldorf). Die Nachbarsiedlung Kells (Na Cealla) wird von Connor durch das sog. Kells Water, einem kleinen Fluss, getrennt.

## Geschichte
Die Ortschaft Connor soll 480 nach Christus gegründet worden sein. Hier befand sich vermutlich zunächst ein Kloster, dessen bekanntester Vertreter der Heilige Mac Nisse von Connor (auch: Macnissi) war. Die Siedlung soll von bedeutender Größe gewesen sein. Dennoch ist die mittelalterliche Geschichte im Dalriada unklar. Einige Äbte waren wohl auch Bischöfe, ohne eigene Diözesen zu bilden. Erst 1111 wurde Connor mit der Synode von Rathbreasail zur Diözese erhoben. 1152 wurde die Diözese auf der Synode von Kells bestätigt. 1453 wurde die Diözese mit der Diözese Down vereinigt (Bistum Down und Connor). Die heutige Kathedrale des Bistums ist St. Peter in Belfast. Der bischöfliche Palast ist nur noch als archäologisch relevanter Rest auf dem Gelände des Seniorenstifts Braefield Nursing Home erhalten.
Die anglikanische Diözese Connor hat zwei Co-Kathedralen (St. Anne’s Church in Belfast und Christ Church in Lisburn). Jedoch besteht in Connor ein Archidiakonat (St. Saviour’s Parish Church).
Im September 1315 kam es hier zur Schlacht von Connor. Der Schotte Edward Bruce versuchte, Irischer Hochkönig zu werden. Richard de Burgh, 2. Earl of Ulster blieb in der Schlacht unterlegen, konnte sich aber zurückziehen.
Während der irischen Konföderationskriege (vermutlich 1641) wurde Connor weitgehend zerstört. 

## Sehenswürdigkeiten
- Salvatorkirche (St Saviour’s Parish Church)
- Presbyterianische Kirche